# 分別論
《分别論》，为《巴利三藏》中论藏的组成部分，南传上座部佛教典籍。
分别论，分为十八品，论述蕴、处、界、谛和根等十八种佛教概念。它經常與說一切有部的《法蘊足論》相提併論。

## 譯本

### 漢譯
- 郭哲彰譯，漢譯南傳大藏經·分別論（第49-50冊），1996，元亨寺妙林出版社

### 英譯
- U Thittila（英语：Thittila）譯，The Book of Analysis，1969，Bristol: Pali Text Society，SuttaCentral 網路版 （页面存档备份，存于）